# Ia Băng, Chư Prông
Ia Băng là một xã thuộc huyện Chư Prông, tỉnh Gia Lai, Việt Nam.
Xã Ia Băng có diện tích 39,64 km², dân số năm 1999 là 3.282 người, mật độ dân số đạt 83 người/km².